# Shane Lemieux
Shane Lemieux (Yakima, 12 maggio 1997) è un giocatore di football americano statunitense che milita nel ruolo di offensive guard per i New Orleans Saints della National Football League (NFL).

## Carriera

### New York Giants
Lemieux al college giocò a football con gli Oregon Ducks dal 2016 al 2019. Fu scelto nel corso del quinto giro (150º assoluto) del Draft NFL 2020 dai New York Giants. Debuttò come professionista subentrando nella gara del quarto turno contro i Los Angeles Rams. La sua stagione da rookie si concluse con 12 presenze, di cui 9 come titolare.

### New Orleans Saints
Il 29 aprile 2024 Lemieux firmò con i New Orleans Saints. Fu svincolato il 27 agosto dopo di che rifirmò con la squadra di allenamento.